# Patricia Sitruk
Pour les articles homonymes, voir Sitruk.
Patricia Sitruk, est une haute fonctionnaire de l'action sociale.

## Biographie
Patricia Sitruk est née à Tunis dans une famille juive. Elle a embrassé à l'issue d'études supérieures en histoire puis en travail social la fonction publique.
Elle a été notamment directrice générale du Musée de l'Histoire de l'immigration entre 2007 et avril 2010.
Elle était auparavant directrice adjointe du cabinet de la ministre française déléguée à la Cohésion sociale et à la Parité, Catherine Vautrin. 
Elle a occupé successivement les postes suivants :
- inspectrice technique à la direction de l'action sociale, de l'enfance et de la santé du département de Paris de 1993 à 1995 ;
- conseillère technique auprès du conseiller pour les affaires sociales au cabinet du Premier ministre de 1995 à 1997 ;
- directrice du Centre d'action sociale du Xe arrondissement de Paris de 1997 à 2002 ;
- conseillère technique au cabinet de François Fillon, ministre des Affaires sociales, du Travail et de la Solidarité de 2002 à 2004 ;
- directrice adjointe du cabinet de Nelly Olin, ministre déléguée chargée de la Lutte contre la précarité et l'exclusion de 2004 à 2005.
- directrice générale du Fonds d'aide et de soutien pour l'intégration et la lutte contre les discriminations (FASILD, ex-FAS) par décret présidentiel du 13 octobre 2005
- directrice générale de la Cité nationale de l’histoire de l’immigration, par décret du 2 février 2007 jusqu'au 7 avril 2010.

Elle est également Directrice générale de l'Œuvre de secours aux enfants.